# Herb gminy Zduny (województwo łódzkie)
Herb gminy Zduny – jeden z symboli gminy Zduny, autorstwa Krzysztofa J. Guzka, ustanowiony 15 lutego 1996.

## Wygląd i symbolika
Herb przedstawia na tarczy  w polu srebrnym dwa koguty czarne o skrzydłach i piórach w ogonie czerwonych, skierowane dziobami do siebie. Między nimi ludowo stylizowany kwiat, o płatkach czerwonych, łodydze i liściach czarnych, pod nimi księga otwarta, złota. Koguty z kwiatem ("drzewem życia") nawiązują do łowickich wycinanek zwanych "gwiozdami". Otwarta księga symbolizuje tradycje oświatowe gminy. Autor stworzył także wersję dostojną herbu, gdzie godło w owalnej tarczy leży na kartuszu barwy ultramaryny, zaś pod kartuszem jest wstęga z nazwą gminy.